# GOS
GOS (acrónimo del inglés Good Operating System) fue una desaparecida distribución del sistema operativo Linux creada por gOS LLC, una corporación con base en Los Ángeles, que alcanzó cierta notoriedad por ser la primera apuesta de popularizar el uso de Linux y la computación en la nube a cargo de una gran cadena de distribución como Wal-Mart . Fue anunciado como "un Sistema Operativo alternativo con Google Apps y otras aplicaciones Web 2.0 para las masas".
Su principal característica era el uso de un menú con enlaces a diversos iconos de aplicaciones web como Google Docs, Wikipedia, y Gmail, así como aplicaciones locales como GIMP y Skype, i zoom.

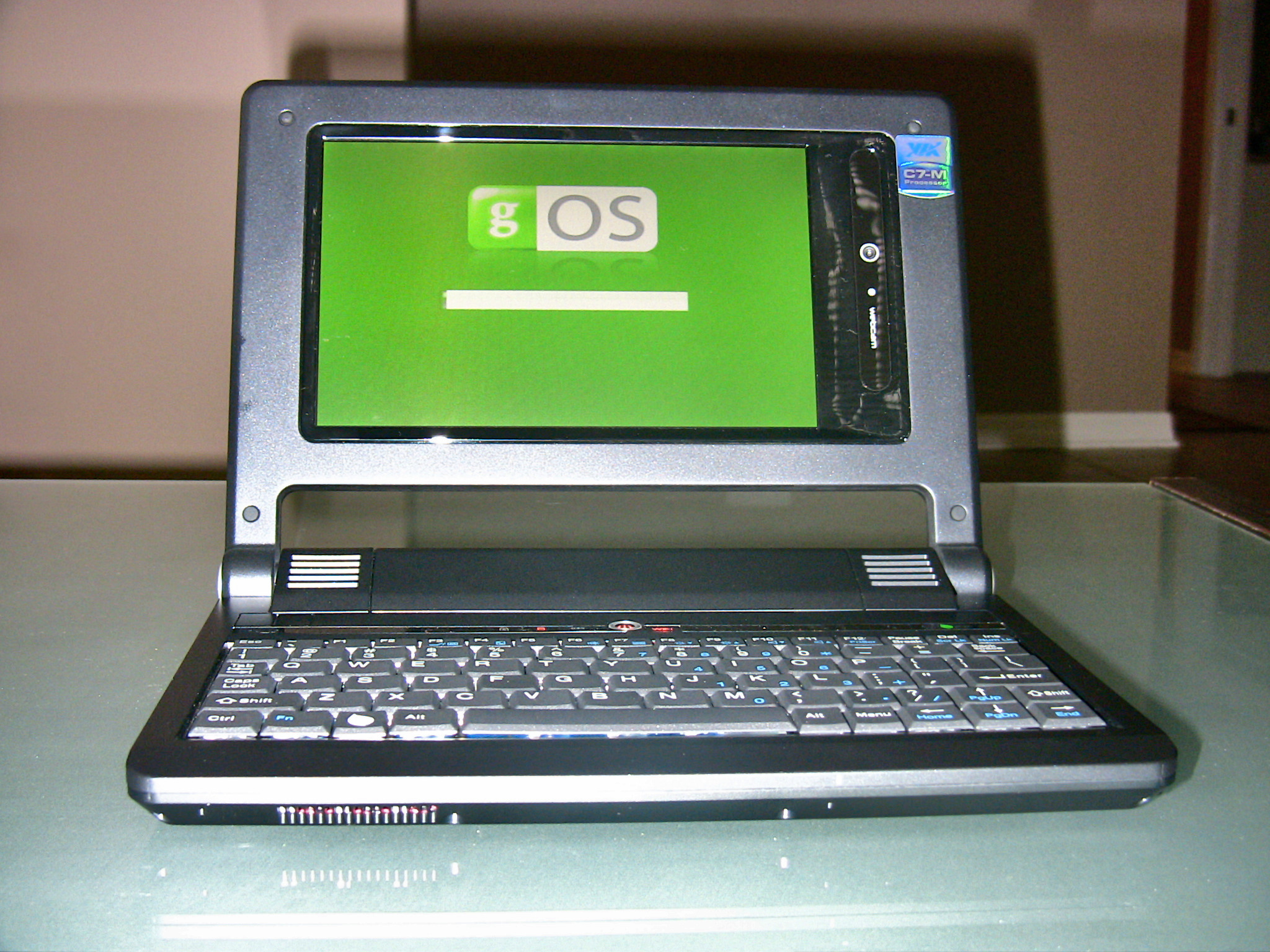
gOS sobre una Laptop.

La versión 3.0 estaba basada en Ubuntu 8.04, y usaba LXDE como entorno de escritorio, permitiendo bajos requerimientos de memoria y alta velocidad. Esta distribución fue introducida el 1 de noviembre de 2007, preinstalada en los PC Everex Green gPC TC2502, vendidos en Wal-Mart.
Cuatro meses después de su lanzamiento, y aunque inicialmente se vendieron todas las existencias en menos de dos semanas de la gPC TC2502, Wal-Mart anunció que "el experimento había fallado" y que dejaría de ofrecer el producto en sus tiendas, limitando su oferta a la venta online a 20.000 unidades, todo y que solo se vendieron 6500.
La distribución desapareció en el año 2009.